# Cicadula scutellata
Cicadula scutellata är en insektsart som beskrevs av Albert Vayssière 1930. Cicadula scutellata ingår i släktet Cicadula och familjen dvärgstritar. Inga underarter finns listade i Catalogue of Life.